# ダー・ロビンソン
ダー・アレン・ロビンソン（英語: Dar Allen Robinson, 1947年3月26日 - 1986年11月21日）は、アメリカ合衆国のスタントマン、俳優。19もの世界記録を打ち破り、21もの「世界初」を成し遂げたことでも知られる。

## 来歴
カリフォルニア州ロサンゼルス出身。父ジェス・ウェストン・ロビンソンは国内で一世を風靡した「トランポリン・ブーム」の火付け役であったが、ダー自身も9歳の時にトランポリンで異能を発揮し、『ライフ』誌の表紙を飾る。
初の主だったスタントは映画『パピヨン』（1973年）で、スティーブ・マックイーンの代わりに、崖から100フィート（30メートル）下の川まで飛び込むというものであった。同年、クリント・イーストウッド主演映画『ダーティハリー2』でもカースタントで出演を果たす。1979年にはヘリコプターから命綱を使わず、311フィート（95メートル）下のエアバッグにまで飛び降り、世界記録を樹立した。
映画『シャーキーズ・マシーン』でアトランタのウェスティン・ピーチトゥリー・プラザ・ホテルから行った220フィート（67メートル）のスタントは、商業映画で建物から行った命綱を使わないスタントとしては、最高記録としていまだ破られていない。しかし、記録を打ち立てた落下であるにもかかわらず、ダミーの使用が確認されている（スタントの最初の瞬間のみ映画で使用）。
1979年の映画『ハイポイント』でクリストファー・プラマーのスタントダブルを演じ、カナダのトロントにある当時世界最高の自立式建築物であったCNタワーの屋根から、命綱を使わず700フィート（213メートル）下に落下した。ドキュメンタリー番組『世界で最も壮観なスタントマン』でも、同じくCNタワーから命綱を使って世界記録のジャンプを決行することとなる。しかし、本人の体重に相当する水を入れた袋を使った最初の試行では、命綱が切れ地上に激突した。結局強風と悪天候のため、1980年8月12日まで延期を余儀無くされるが、高さ1200フィート（366メートル）を超えるタワーの頂上から、地上すれすれのところまでの飛び降りに成功を果たした。なお、このスタントにより、1回のスタントで支払われた報酬としては世界最高額を記録し、1988年のギネス世界記録に登録された。1995年にはアカデミー賞も受賞している。

## 死
スタントは常に綿密な計画が練られており、19年間のスタントで骨折したことは一度としてなかった。しかし1986年11月21日、映画『おかしなおかしな成金大作戦』の撮影現場で主なスタントが終了後、オートバイで崖から転落死した。死後の1988年に生涯を綴ったドキュメンタリー『究極のスタントマン・ダー・ロビンソンに捧げる』が製作された。
出演した最後の3作品である『超高性能兵器サイクロン』、『リーサル・ウェポン』および『おかしなおかしな成金大作戦』には献辞が挿入されている他、『リーサル・ウェポン』のクレジットの最後で、リチャード・ドナーが「この映画は映画界で最も偉大なるスタントマン、ダー・ロビンソンの記憶に捧げられている」との文言を執筆した。

## 家族
妻のリンダと子息のランドンの他、離婚歴がありトロイとショーンの2子の連れ子がいる。